# Райх Зінаїда Миколаївна
Зінаїда Миколаївна Райх (21 червня [3 липня] 1894, Одеса, Російська імперія — 15 липня 1939, Москва, СРСР) — радянська театральна актриса. Заслужена артистка РРФСР. Перша дружина поета Сергія Єсеніна, яка згодом стала дружиною радянського театрального режисера Всеволода Меєргольда.

## Життєпис

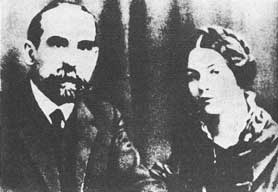
Зінаїда Райх зі своїм батьком, Миколою (Августом) Райхом, 1917 рік.

Зінаїда Райх народилася 21 червня (3 липня) 1894 року в Одесі на Ближніх Млинах, в родині залізничного машиніста Миколи Андрійовича Райха (1862—1942, ім'я при народженні — Август Райх, виходець із Сілезії) 1868—1948) .
Батько Зінаїди був соціал-демократом, членом РСДРП з 1897 року, і донька дотримувалася поглядів батька.
В 1907 році через участь батька в революційних подіях сім'я була вислана з Одеси і оселилася в Бендерах, де батько влаштувався слюсарем в залізничні майстерні. Зінаїда вступила до гімназії для дівчаток Віри Герасименко, але, закінчивши лише вісім класів, була виключена з політичних мотивів. Потім вступила на Вищі жіночі курси в Києві, а в 1913 році стала членом Партії соціалістів-революціонерів (есерів). Ганні Іванівні важко вдалося виклопотати свідоцтво про середню освіту для доньки. Після цього Зінаїда поїхала до Петрограда, а її батьки переїхали до міста Орел до старшої сестри її матері, Варвари Іванівни Данцигер.
У Петрограді Зінаїда Райх вступила на Вищі жіночі історико-літературні та юридичні курси Миколи Раєва, де, окрім вивчення основних дисциплін, брала уроки скульптури та вивчала іноземні мови. Продовжуючи навчання на курсах, Зінаїда Райх працювала секретарем-машиністкою в редакції есерівської газети «Дело народа», де у 22-річному віці зустріла свого майбутнього чоловіка Сергія Єсеніна, який друкувався у цій газеті.

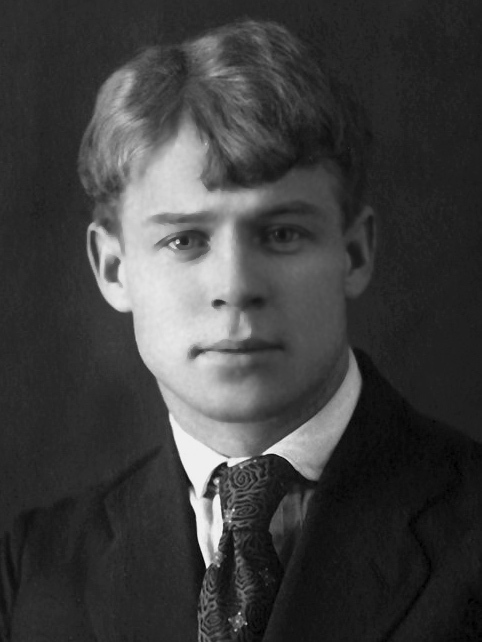
Поет Сергій Єсенін, 1922 рік.

30 липня 1917 року Зінаїда Райх повінчалася з Сергієм Єсеніним під час їхньої поїздки на батьківщину Олексія Ганіна, близького друга Єсеніна. Вінчання відбулося в давній кам'яній церкві Кирика та Іулітти села Толстикове Вологодського повіту. Свідками з боку нареченого були: селяни — села Іванівське Спаської волості Павло Павлович Хітров та села Устя Устянської волості Сергій Михайлович Бараєв; з боку нареченої: селянин села Коншино Архангельської волості Олексій Олексійович Ганін та купецький син з міста Вологди Дмитро Дмитрович Дев'ятков. Здійснювали таїнство вінчання: священик Віктор Певгов із псаломщиком Олексієм Кратіровим.
У квітні 1918 року Зінаїда Єсеніна в очікуванні пологів виїхала в Орел до батьків. Там 29 травня 1918 року вона народила доньку, Тетяну. Доглядаючи доньку вона затриматись у Орлі. Торішнього серпня Зінаїда стала працювати інспектором Наркомпросу, через місяць обійняла посаду завідувачки театрально-кінематографічної секції Орловського окружного військового комісаріату, і з 1 червня по 1 жовтня 1919 року працювала завідувачкою підвідділу мистецтв у губернському відділі народної освіти. Перед взяттям Орла Білою армією Антона Денікіна Зінаїда Єсеніна разом із донькою переїхала до чоловіка в Москву. Близько року вони прожили втрьох, проте невдовзі стався розрив, і Зінаїда, взявши доньку, знову відбула до батьків. Залишивши доньку Тетяну в батьків в Орлі, вона повернулася до чоловіка, але незабаром вони знову розлучилися. 3 лютого 1920 року в Будинку матері та дитини в Москві вона народила сина Костянтина. Дитина відразу важко захворіла, і Райх терміново відвезла його до Кисловодська. Сина вилікували, але захворіла сама Райх. Розрив з Єсеніним та хвороба сина сильно позначилися на її здоров'ї. Лікування проходило у клініці для нервовохворих. 19 лютого 1921 року до суду міста Орла надійшла заява:

«Прошу не відмовити у Вашому розпорядженні мого розлучення з моєю дружиною Зінаїдою Миколаївною Єсеніною-Райх. Наших дітей Тетяну трьох років і сина Костянтина одного року — залишаю для виховання у своєї колишньої дружини Зінаїди Миколаївни Райх, беручи на себе матеріальне забезпечення їх, у чому й підписуюсь. Сергій Єсєнін».
5 жовтня 1921 року їхній шлюб був офіційно розірваний.

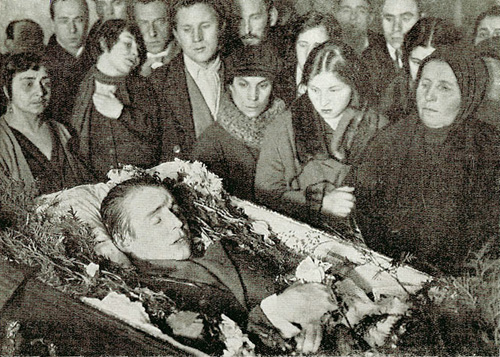
Похорон Сергія Єсеніна. Райх стоїть за труною, піднявши руку до серця, праворуч від неї Всеволод Меєргольд.

З березня 1921 року Зінаїда Райх викладала в Орлі історію театру та костюма на театральних курсах. Восени 1921 року вона стала студенткою Вищих режисерських майстерень у Москві, де навчалася разом із Сергієм Ейзенштейном та Сергієм Юткевичем. Керував цією майстернею Всеволод Меєргольд, з яким Райх познайомилася, працюючи у відділі позашкільної освіти Наркомосу. 1922 року, ще будучи студенткою, Зінаїда Райх вийшла заміж за Меєргольда. Влітку 1922 року вони забрали дітей із Орла до Москви — до будинку на Новинському бульварі. Всеволод Меєргольд усиновив Тетяну та Костянтина, любив їх і дбав про них, як батько. Сергій Єсенін також приходив до їхньої квартири відвідувати своїх дітей. Незабаром батьки Зінаїди переїхали з Орла до доньки в Москві.
Зінаїда Райх дебютувала 19 січня 1924 року на сцені Театру імені Меєргольда у ролі Аксюші у виставі « Ліс» за п'єсою Олександра Островського.
Зінаїда Райх була однією з найвідоміших московських актрис, у 1930-ті роки вона стала провідною актрисою театру Меєргольда (за тринадцять років роботи в Держстандарті вона зіграла трохи більше десяти ролей). Всеволод Меєргольд, щиро люблячи дружину, робив усе, щоб вона стала єдиною зіркою його театру.
У 1934 році вистава «Дама з камеліями», головну роль у якому грала Райх, подивився Йосип Сталін, і постановка йому не сподобався. Критика обрушилася на Меєргольда зі звинуваченнями в естетстві. Зінаїда Райх написала листа Сталіну, заявивши, що він не розуміється на мистецтві.
8 січня 1938 року ГОСТіМ було закрито, а незабаром заарештовано Меєргольда. Поза цим театром артистична діяльність Зінаїди Райх перервалася.

### Вбивство
На початку 1930-х років, коли Сталін придушив все авангардне мистецтво та експерименти, уряд оголосив роботу Всеволода Меєргольда антагоністичною та чужою радянському народу. Його театр було закрито у 1938 році. Хворий Костянтин Станіславський, на той час директор оперного театру (нині відомого як Академічний музичний театр ім. Станіславського та Немировича-Данченка), запросив Меєргольда очолити свою трупу.
Станіславський помер у серпні 1938 року. Меєргольд керував його театром майже рік, доки його не заарештували у Ленінграді 20 червня 1939 року. У ніч з 14 на 15 липня 1939 року Зінаїда Райх була по-звірячому вбита невідомими, що проникли вночі до її московської квартири в Брюсовому провулку. Нападники завдали їй сімнадцяти ножових поранень і зникли. Актриса померла дорогою до лікарні. Це сталося через 24 дні після арешту Всеволода Меєргольда.
Того вечора Райх відправила обидвох своїх дітей із квартири, за словами близьких, із цінних речей нічого не пропало. Поширена версія, що вбивство було організовано НКВС. За словами Аркадія Ваксберга, «Берія потребував цього садистського фарсу», тому що акторка була надзвичайно популярною, незалежною, відвертою та відомою висловлюванням:
|  | «Якщо Сталін нічого не розуміє в мистецтві, нехай запитає у Меєргольда, Меєргольд розуміє». |

Таємниця її смерті залишається досі нерозкритою. Початкове звинувачення у вбивстві Зінаїди Райх висунуто другові Мейєргольда, заслуженому артисту РРФСР, солісту Большого театру Дмитру Головіну та його сину, режисерові Віталію Головіну. Зі звинуваченням у вбивстві за вироком Воєнної колегії Верховного суду СРСР були розстріляні В. Т. Варнаков (27.07.1941), А. І. Курносов та А. М. Огольцов (28.07.1941).
Зінаїда Райх похована на 17-й ділянці Ваганьковського цвинтаря в Москві (пізніше в цій же могилі був похований її син Костянтин Єсенін). У 1987 році стало відомо місце поховання Всвеолода Меєргольда — «Загальна могила № 1. Поховання незатребуваних прахів з 1930—1942 включ.» на цвинтарі московського крематорію біля Донського монастиря. За рішенням Політбюро від 17 січня 1940 року № 11/208, підписаному особисто Сталіним, було розстріляно 346 осіб. Їхні тіла були кремовані, і прах, зсипаний у загальну могилу, змішаний із прахом інших убитих).
«Мою маму вбили в ніч на 15 липня. Її вже поховали на Ваганьковському цвинтарі неподалік могили Єсеніна. Майже ніхто не прийшов, були рідні та кілька сторонніх майже людей; з тих, хто ходили завжди, ніхто не прийшов … Вони нічого не взяли, не пограбували, вони прийшли, щоб убити і поранили 7 разів біля серця і в шию, і вона померла через 2 години, а Лідію Анисімівну [Лідія Анисимівна Чарнецька, хатня робітниця Меєргольдів] побили по голові, і вона жива … Хто це був, їх було двоє і їх не знайшли» (З листа Тетяни, доньки Зінаїди Райх, Марієтті Шагінян 20 липня 1939 року).
«Райх по-звірячому, загадково вбили через кілька днів після арешту Меєргольда і ховали тишком, і за труною її йшла одна людина», — записала в щоденнику Ольга Берггольц 13 березня 1941 року.

## Визнання
- Заслужена артистка РРФСР

## Ролі у театрі
- 1925 — «Мандат» М. Ердмана — Варвара
- 1929 — «Командарм 2» — коханка Оконного
- 1930 — «Лазня» В. Маяковського — фосфорична жінка
- 1931 — «Список благодіянь» Ю. Олеші — Олена Гончарова
- 1931 — «Останній рішучий» — портова повія Кармен-Пелагея
- 1934 — «Дама з камеліями» — Маргарет
- 1935 — «33 непритомності».